# Zezé Procópio
José Procópio Mendes,  mais conhecido como Zezé Procópio (Varginha, 12 de agosto de 1913 —  Valença, 8 de fevereiro de 1980), foi um futebolista brasileiro que atuou como lateral-direito.

## Carreira de jogador
Em sua carreira (1932–1948), jogou por Villa Nova Atlético Clube, Atlético Mineiro, Botafogo, Palmeiras e São Paulo, onde se tornou grande ídolo.
Atuou na lateral-direita na Copa do Mundo de 1938, jogando ao lado de Domingos da Guia, Perácio, Romeu Pellicciari, Leônidas da Silva e Hércules.
Foi técnico de futebol nas décadas de 1950 e 1960.

## Títulos
Villa Nova-MG
- Campeonato Mineiro: 1933, 1934, 1935

Atlético Mineiro
- Copa dos Campeões: 1937

Palmeiras
- Campeonato Paulista: 1942, 1947[2][4]

São Paulo
- Campeonato Paulista: 1943

Seleção Carioca
- Campeonato Brasileiro: 1939

Seleção Brasileira
- Copa Roca: 1945

## Seleção Brasileira
Pela Seleção Brasileira de Futebol ele participou da Copa do Mundo de 1938, onde jogou quatro jogos sem marcar gols.

## Carreira de treinador
- Em 1958, foi treinador do Comercial, durante o Campeonato Paulista de Futebol.[5]
- Em 20 de novembro de 1962, foi contratado como técnico do Botafogo de Ribeirão Preto e demitiu-se em 16 de dezembro do mesmo ano.
- Em 3 de março de 1963, foi contratado como técnico da Esportiva de Guaratinguetá.
- Em 1967 e 1968, esteve contratado como técnico do São Carlos Clube, onde acessou a Segunda Divisão com o clube.